# Listy martwego człowieka
 Listy martwego człowieka (ros. Письма мёртвого человека) – radziecki film fantastycznonaukowy z 1987 roku w reżyserii Konstantina Łopuszanskiego.

## Obsada
- Rołan Bykow jako Profesor Larsen
- Wacław Dworzecki jako Pastor
- Wiera Majorowa jako Anna
- Wadim Lobanow
- Wiktor Michajłow
- Swietłana Smirnowa jako Teresa
- Władimir Biessiekiernych
- Wiaczesław Wasiljew jako lekarz dozymetrysta
- Natalja Własowa